# Salirofilija
Salirofilija je seksualni fetiš ili parafilija u kojoj osoba osjeća seksualno uzbuđenje ili zadovoljstvo tako što prlja ili na neki drugi način uneređuje svog seksualnog partnera ili predmet svoje žudnje. Primjer salirofilije može biti trganje odjeće, valjanje u blatu, razmazivanje šminke i sl.
Salirofilija u pravilu ne uključuje aktivnosti koje bi za posljedicu imale fizičku ozljedu. Smatra se srodnom urolagniji, koprofiliji ili emetofiliji.